# Esaias Collin
Anders Esaias Collin, född 19 februari 1866 i Gödelöv, död 24 november 1906 i Gävle, var en svensk järnvägstjänsteman och författare. 

## Biografi
Föräldrar var godsförvaltaren Tage och Emma Collin. 
Collin erhöll 1895 hedersomnämnande av Svenska Akademien för diktcykeln Ur Arild Ugerups saga och 1895 samma utmärkelse för den episka romancykeln Mickel i Tenhult. Han vann även 1904 akademiens mindre guldmedalj för en samling sonetter.
Han var bror till skulptören Johannes Collin.